# Đ
D barrada es una letra del alfabeto vietnamita y serbocroata que consiste en una D (en su forma moderna) con una barra inscrita: Đ đ.
La Revista de Filología Española representa con este glifo el sonido consonántico fricativo dental sonoro que el Alfabéto Fonético Internacional representa a través de la eth /ð/).

## Uso

### Latín
Đ se usaba en latín medieval para marcar abreviaturas de palabras que contienen la letra d. Por ejemplo, hđum podría representar heredum "de los herederos". Barra transversales similares se añadían en diferentes posiciones a otras letras para formar abreviaturas.

### Español

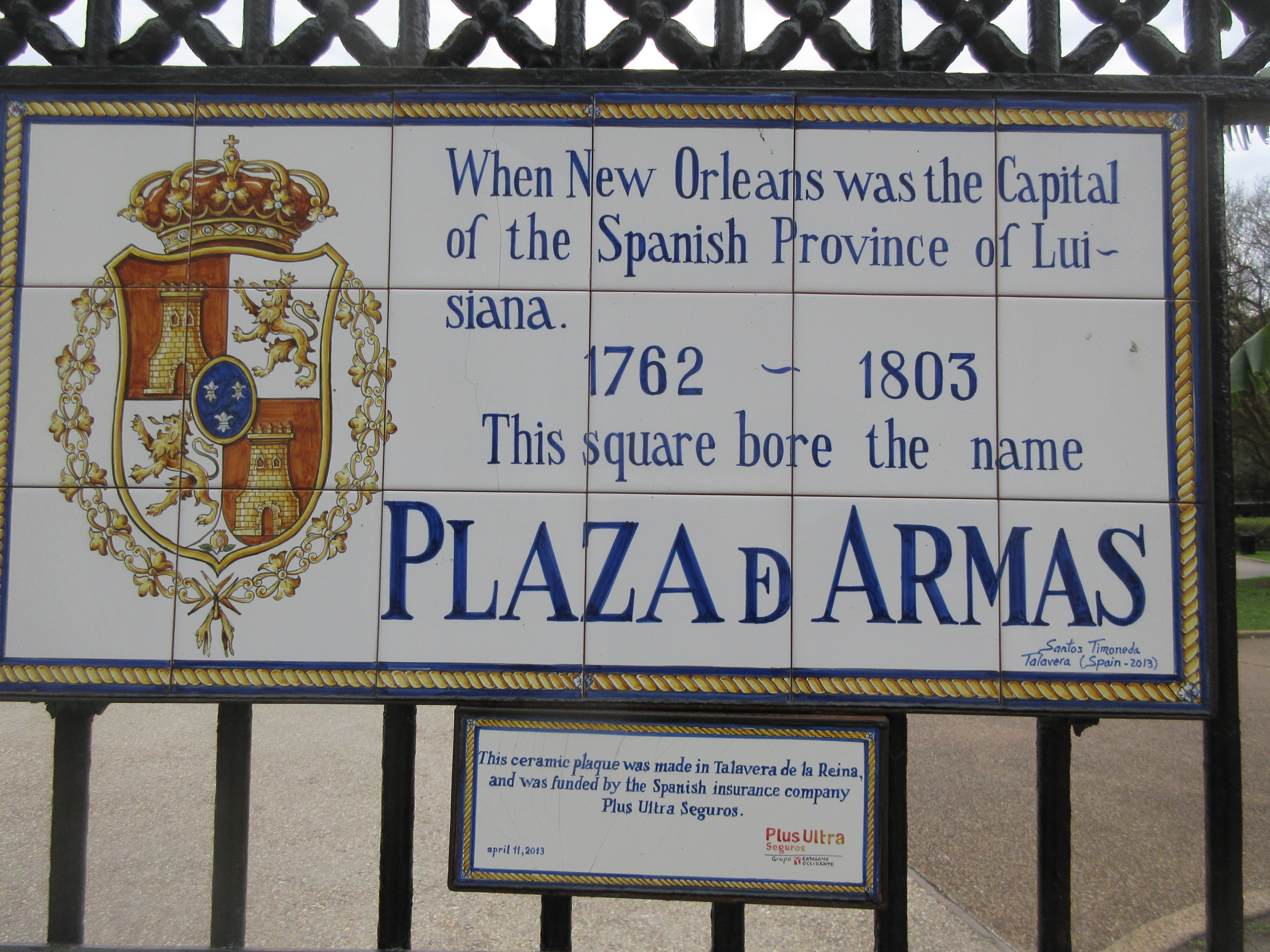
Placa en Jackson Square en Nueva Orleans que menciona que cuando la ciudad era capital de la provincia de Luisiana dicha plaza era la llamada PLAZA Đ ARMAS

Aunque su grafía no es idéntica a la del carácter mostrado arriba, una D barrada frecuentemente en el español antiguo como ligadura de la preposición «de».

### Serbocroata
La letra Đ no formaba parte del alfabeto creado por Gaj para transcribir con exactitud la lengua croata; el lingüista ilirio propuso la utilización del dígrafo «dj» para representar el sonido de la D palatalizada (o "mojada").
En su propuesta ortográfica de 1878 «Diccionario del idioma croata o serbio», Đuro Daničić defendió sustituir los dígrafos ⟨dž⟩, ⟨dj⟩, ⟨lj⟩ y ⟨nj⟩ del recién creado alfabeto de Gaj por las letras únicas ⟨ģ⟩, ⟨đ⟩, ⟨ļ⟩ y ⟨ń⟩. La forma de la letra se basaba en la letra eth (ð) de las lenguas islandesa y el anglosajona, aunque su objetivo era representar un sonido diferente, el de la consonante africada alveopalatal sonora  /dʑ/. La sustitución de ⟨dj⟩ (a veces ⟨gj⟩) por una D barrada tuvo éxito y a partir de 1892 fue enseñado en las escuelas del Reino de Croacia-Eslavonia.
La D barrada es el equivalente de la letra cirílica serbia Ђ. En algunos dialectos, equivale a la letra del idioma macedonio Ѓ. Cuando no es posible utilizar esta letra especial, se sustituye por el dígrafo ⟨dj⟩, por lo que no es extraño leer «Djokovic» para el tenista serbio Novak Đoković o «Tudjman» para el primer presidente croata Franjo Tuđman. No obstante esta práctica es cada vez menos frecuente en inglés.

### Vietnamita
Đ es la séptima letra del alfabeto vietnamita, después de D y antes de E Tradicionalmente, los dígrafos y trígrafos CH y NGH también se consideraban letras, por lo que Đ era la octava letra. Đ es una letra por derecho propio, en lugar de una combinación de letra con signo diacrítico; por lo tanto, đá vendría después de dù en cualquier lista alfabética.
Đ representa una consonante implosivo alveolar sonora (/ɗ/) o, según Thompson (1959), una oclusiva alveolar sonora preglotalizada (/ʔd/). Mientras que D se pronuncia como una especie de oclusión dental o alveolar en la mayoría de los alfabetos latinos, una D simple en vietnamita representa /z/ (hanoiense) o /j/ (saigonés).
El alfabeto vietnamita se describió formalmente por primera vez en el texto del siglo XVII Manuductio ad Linguam Tunckinensem , atribuido a un misionero jesuita portugués, posiblemente Francisco de Pina o Filipe Sibin. Este pasaje sobre la letra Đ se incorporó más tarde al seminal Dictionarium Annamiticum Lusitanum et Latinum de Alexandre de Rhodes. :
En las máquinas de escribir más antiguas, Đ estaba ubicado donde Z en el diseño teclado francés AZERTY. Alternativamente, se puede sobreescribir un guion sobre una D.
En equipos que no admiten  caracteres vietnamitas o Unicode, Đ se codifica como DD y đ como dd según el estándar vietnamita. Los usuarios de computadoras vietnamitas generalmente ingresan Đ como D D en los métodos de entrada Télex y VIQR o como D 9 en el método de entrada VNI. En ausencia de un método de entrada propio, el TCVN 6064: 1995 y los teclados  de Windows asignan la tecla ZA0-09 (0 de un teclado de EE. UU.) a la đ, y para producir Đ se pulsa esa misma tecla y a la vez se mantiene presionada la tecla ⇧ Mayús. Algunos diseños de Windows también asignan ZA0-11 (=) a ₫.
Otros modos de comunicación también tienen representaciones alternativas de Đ. En braille vietnamita, es ⠙, que corresponde a D en braille francés. En el alfabeto de signos vietnamita, Đ se produce tocando el dedo índice con el pulgar. En código Morse, se representa: · · - · ·, Correspondiente al "DD" de Télex.

### Lenguas sami
En las actuales ortografías del sami septentrional, sami inari y sami skolt, đ representa la fricativa [ð]. Se considera una letra independiente y se coloca entre D y E en el orden alfabético.

### Lenguas africanas
Una đ minúscula aparecía junto a la D retrofleja en una revisión de 1982 del alfabeto de referencia africano. Esta revisión del alfabeto eliminaba las mayúsculas, por lo que no había conflicto entre ɖ y đ.

## Como símbolo

### Transcripción fonética
La d barrada minúscula (đ) se utiliza en algunos sistemas de transcripción fonética para representar una fricativa dental sonora [ð]. No obstante, eth (ð) se usa más comúnmente para este propósito, pero la d cruzada tiene la ventaja de poder escribirse en una máquina de escribir estándar, superponiendo un guion sobre una d.

### Símbolos de moneda
Una forma minúscula de la letra, đ, es el símbolo del đồng, la moneda de Vietnam, por un decreto de 1953 de Hồ Chí Minh. El đồng de Vietnam del Sur, por otro lado, estaba simbolizado "Đ.", en mayúscula. En Unicode, el símbolo đồng vietnamita está representado correctamente por un carácter específico: U+20AB ₫ Dong sign, que es a menudo sustituido por una d barrada.

### Química
La polidispersidad está representada por el símbolo Đ y es una medida de la heterogeneidad de tamaños de moléculas o partículas en una mezcla, en referencia a la masa molecular o al grado de polimerización.

## Codificación digital
En Unicode, la mayúscula Đ está codificada en U+0110 y la minúscula đ está codificada en U+0111.
| Carácter      | Đ                                  | Đ                                  | đ                                | đ                                |
| ------------- | ---------------------------------- | ---------------------------------- | -------------------------------- | -------------------------------- |
| Unicode       | LATIN CAPITAL LETTER D WITH STROKE | LATIN CAPITAL LETTER D WITH STROKE | LATIN SMALL LETTER D WITH STROKE | LATIN SMALL LETTER D WITH STROKE |
| Codificación  | decimal                            | hex                                | decimal                          | hex                              |
| Unicode       | 272                                | U+0110                             | 273                              | U+0111                           |
| UTF-8         | 196 144                            | C4 90                              | 196 145                          | C4 91                            |
| Ref. numérica | &#272;                             | &#x110;                            | &#273;                           | &#x111;                          |